# Cultiu microbiològic

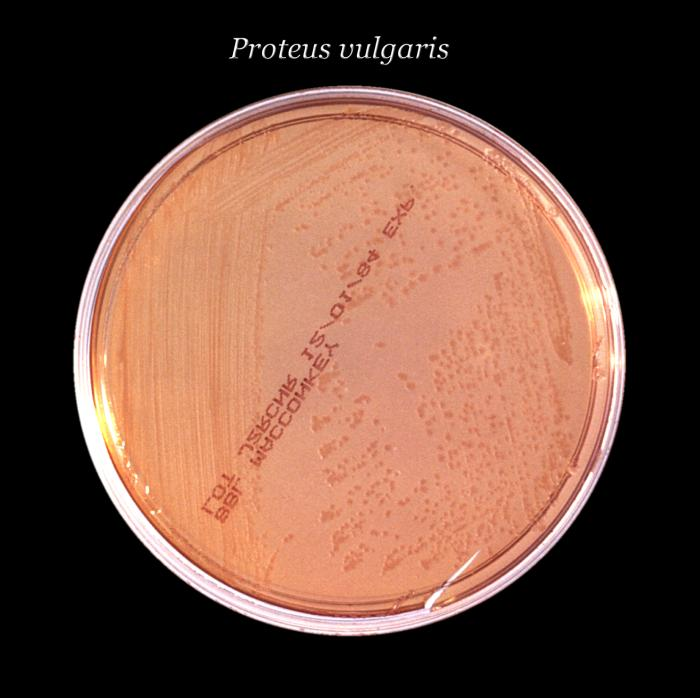
Placa de Petri amb agar MacConkey sòlid i un inòcul en estria de Proteus vulgaris.

Un cultiu és un mètode per a la multiplicació de microorganismes, com ara bacteris, fongs o virus, en el qual es prepara un medi de cultiu per afavorir el procés desitjat. El cultiu és emprat com un mètode fonamental per a l'estudi dels microorganismes que causen malalties en medicina humana i veterinària. El cultiu de microorganismes és també fonamental en l'elaboració de certs aliments com la cervesa, el pa, el iogurt o el vinagre.
Molts microorganismes són susceptibles de poder esser cultivats pel que els mètodes de cultiu microbià són usats per a determinar la presència d'un determinat microorganisme en una mostra. Tanmateix hi ha microorganismes que no poden ser cultivats si més no en un cultiu pur, format per una sola espècie o clon, ja que solen requerir la presència d'altres espècies amb les que estableixen relacions ecològiques estretes. Per a solucionar aquesta dificultat s'ha optat per a determinar la presència d'aquests microorganismes enutjosos mitjançant tècniques de detecció molecular basats en la detecció de proteïnes específiques (per. ex.: immunofluorescència, transferència Western) o d'ADN (per. ex.: reacció en cadena de la polimerasa, transferència d'RNA, hibridació in situ per fluorescència).

## Sembra

Exemples de sembra en estria sobre una placa de petri. Sembra escocesa (esquerra) i sembra per estria simple (dreta). A baix es representa al creixement de les colònies mitjançant color taronja. Al principi de l'estria el creixement de les colònies és confluent i no permet un aïllament. Al final de l'estria el cultiu ha generat colònies aïllades arrodonides.

Per a determinar la presència d'un determinat microorganisme en una mostra es fan servir cultius en què una part d'aquesta mostra s'inocula en un medi de cultiu. Aquest procés s'anomena sembra, de forma anàloga a la sembra agrícola. Així doncs, la sembra o inoculació és un pas clau de qualsevol mètode de cultiu. En un medi líquid la inoculació sol efectuar-se afegint un petit volum amb la mostra. En el cultiu sòlid la sembra pot ser per estria mitjançant una nansa microbiològica que s'inocula amb la mostra i es frega lleugerament sobre la superfície del medi de cultiu sovint disposat a l'interior d'una placa de Petri fent una o diverses estries. En aquestes estries sobre l'agar solidificat queden adherides les cèl·lules que després del cultiu hauran generat les colònies sobre aquestes estries.

Representació esquemàtica d'un mètode de sembra per dilució. A cada pas de dilució el nombre de colònies obtingudes es redueix.

Un altre mètode de sembra és la sembra per dilució on la mostra és diluïda en un medi isotònic, usualment solució de Ringer, on es transfereixen els microorganismes presents a la mostra a la "solució mare". A partir d'aquesta solució mare es fan dilucions decimals de les que se n'extreu un volum precís que serà abocat en una placa de cultiu. Aquest volum és repartit per tota la superfície del medi de cultiu mitjançant una ansa de sembra especial anomenada nansa de Digralsky similar a una espàtula. La sembra per dilució permet estimar la concentració d'organismes en la mostra original.

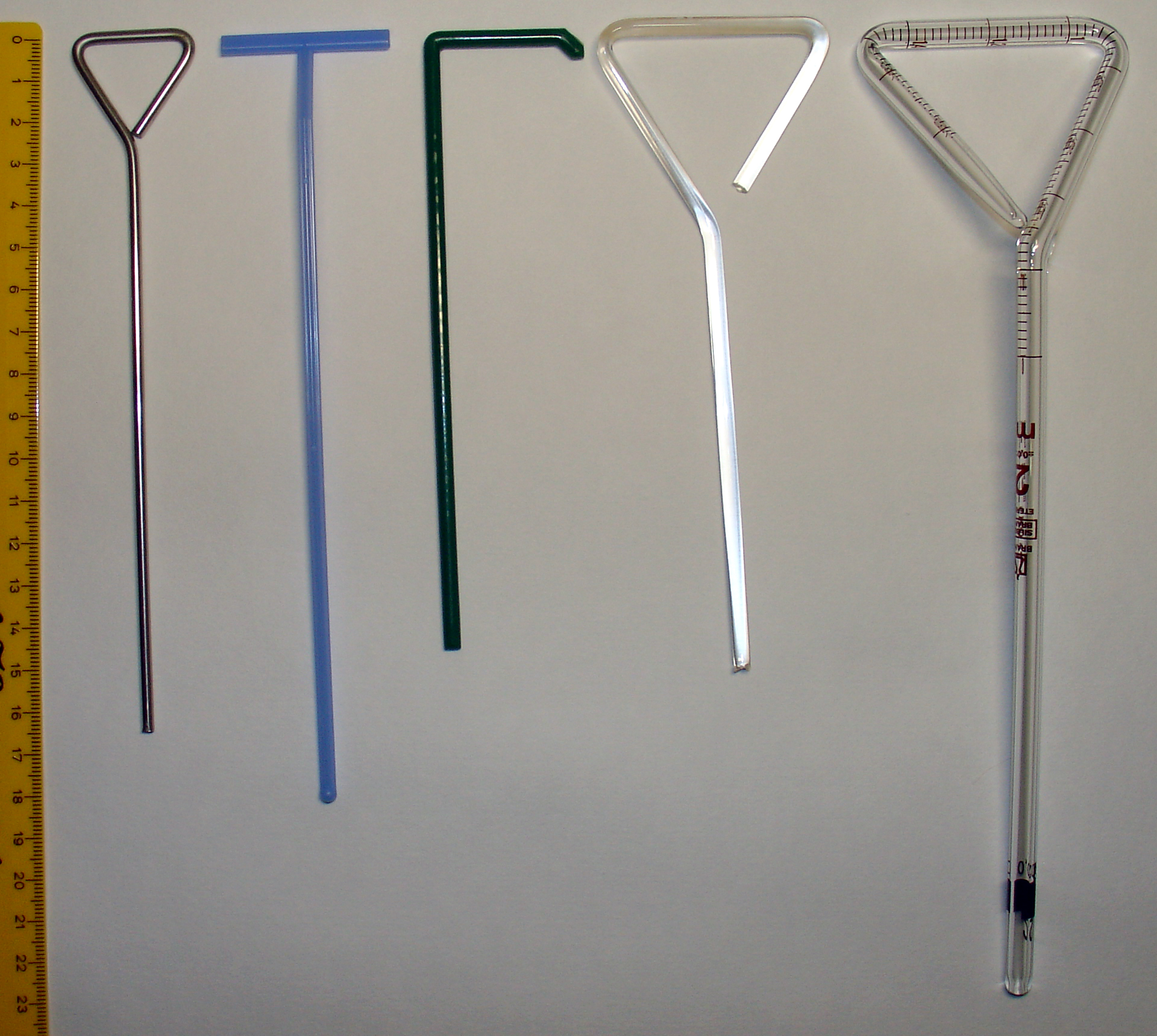
Diversos models de nanses de Digralsky amb diferents materials

## Medis de cultiu
En funció dels requeriments de cada microorganisme es triarà un o altre medi de cultiu. Cada medi de cultiu és una mescla en diferents proporcions de nutrients. En funció de l'estat del medi es poden classificar en medis sòlids o líquids. Els medis líquids tenen la propietat que permeten la seva barreja i un millor intercanvi de gasos (oxigen, diòxid de carboni...). Els medis sòlids, al contrari que els líquids no ho permeten amb tanta facilitat, però són escollits preferentment per a fer l'aïllament dels microorganismes que hi han de proliferar, ja que les colònies usualment queden fixades en un punt concret del medi. Generalment el cultiu sòlid és degut a la gelificació d'un medi líquid mitjançant agar.
Un microorganisme es pot sembrar en un medi líquid o en la superfície d'un medi sòlid d'agar. Els medis de cultiu contenen diferents nutrients que van, des de sucres simples fins substàncies complexes com la sang o l'extracte de brou de carn. En general tots els medis han de disposar de fonts de matèria (carboni, nitrogen, fòsfor, etc.) i energia en forma de compostos químics que el microorganisme pugui assimilar pel seu propi metabolisme. Els medis de cultiu determinen el pH que pot determinar la velocitat de proliferació i inclús inhibir-la. Sovint s'afegeixen substàncies per inhibir el creixement de microorganismes no desitjats als medis, com ara antibiòtics o antifúngics.
Per aïllar o purificar una espècie bacteriana a partir d'una mostra formada per molts tipus de microorganismes, se sembra en un medi de cultiu sòlid on les cèl·lules que es multipliquen no canvien de localització; després de molts cicles reproductius, cada bacteri individual genera per fissió binària una colònia macroscòpica composta per desenes de milions de cèl·lules similars a l'original. Si aquesta colònia individual se sembra al seu torn en un nou medi creixerà com a cultiu pur d'un sol tipus de bacteri.

## Condicions de cultiu

Tipus de proliferació de microbis segons la seva relació amb l'oxigen:
1. Aeròbics obligats,
2. Anaeròbics obligats,
3. Anaeròbics facultatius
4. Microaeròfils
5. Aerotolerants.

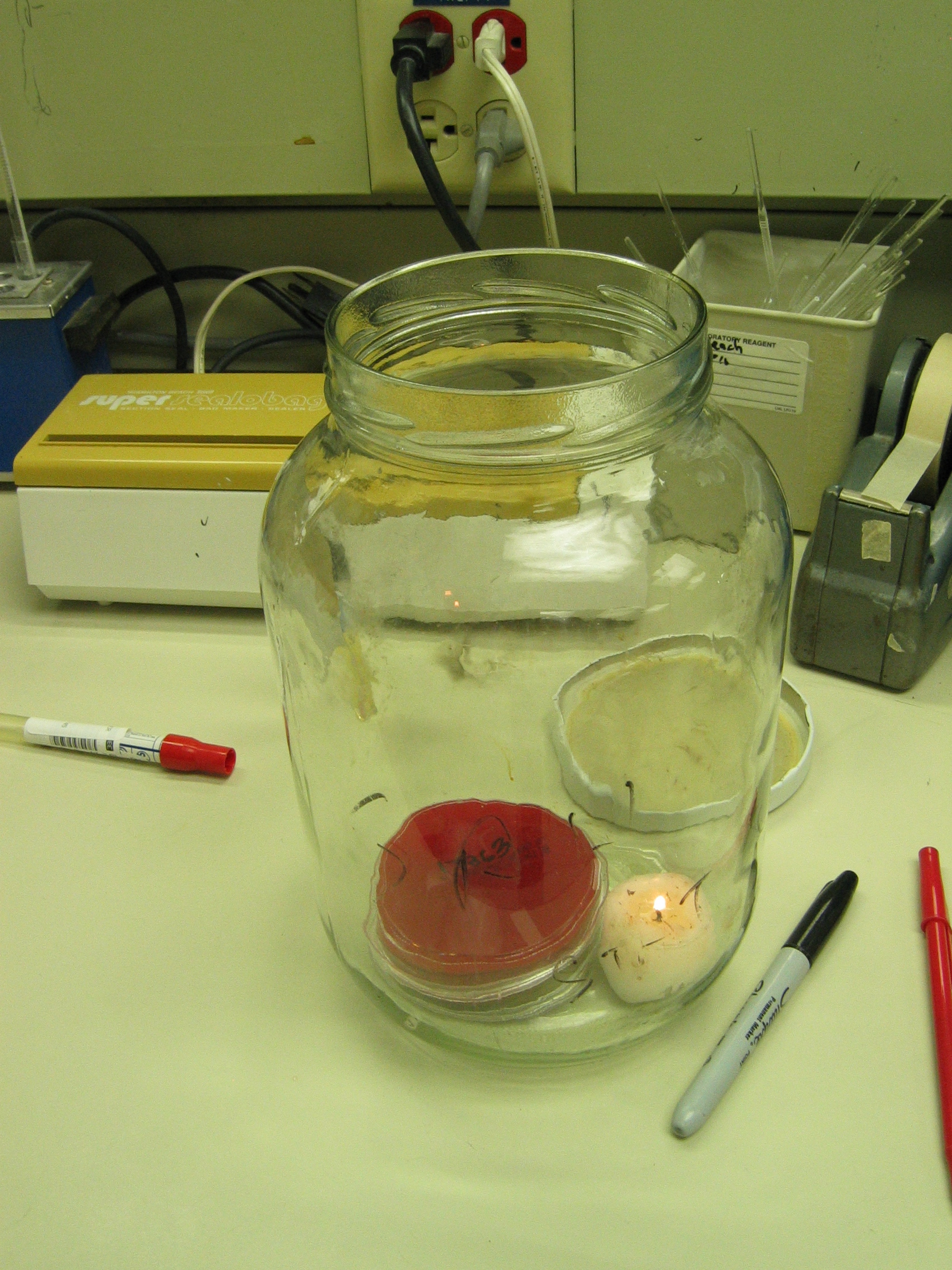
Gerra de cultiu anaeròbic. Aquest és un dels tipus més fàcils d'aconseguir. Les plaques de petri un cop sembrades es disposen dins del pot i s'hi introdueix una espelma encesa. Tot seguit es tanca hermèticament el pot i la flama de l'espelma consumeix bona part de l'oxigen.

En funció de la fisiologia de l'organisme que es vol fer proliferar cada medi ha de dur uns o altres nutrients. A més cada microorganisme pot tenir unes determinades toleràncies a la presència d'oxigen cosa que pot requerir una o altre tipus de cultiu. En general per a organismes que toleren bé la presència d'oxigen (aeròbics, anaeròbics facultatius i aerotolerants) no s'utilitzen mètodes per evitar la seva exposició a aquest element present a l'atmosfera. Tanmateix els anaeròbics solen requerir el seu cultiu dins de dispositius en que s'exclou la presència d'oxigen. Hi ha per exemple les gerres d'anaeròbics que consumeixen l'oxigen, bé sigui amb una flama o bé introduint un gas inert (generalment nitrogen) que desplaci el gas de l'atmosfera, o bé afegint substàncies que consumeixin l'oxigen (p. ex. sulfit). Altres mètodes de cultiu per a anaeròbics poden ser el cultiu en placa de Petri amb cobertura d'agar o el cultiu en dilució de tub on la mostra és embeguda en agar líquid usualment dins d'un tub d'assaig, un cop es refreda l'agar aquest se solidifica.
Un cop inoculat en un medi de cultiu cal incubar la mostra a una temperatura adequada per afavorir la multiplicació òptima. La majoria de microorganismes patògens solen requerir temperatures òptimes al voltant de 37 °C (mesòfils), però altres poden requerir temperatures baixes (psicròfils) o altres temperatures elevades (termòfils). Per aconseguir aquestes temperatures constants es fan servir estufes 

Corba típica de creixement de les poblacions microbianes en cultius tancats.

Els cultius microbians emprats en microbiologia clínica solen ser cultius tancats, però en casos d'investigació o de microbiologia aplicada se solen fer cultius en continu. El cultiu tancat parteix d'una quantitat limitada de nutrients i segueix unes fases típiques en funció de l'estat fisiològic dels microorganismes. Quan s'inocula un cultiu els microorganismes de l'inòcul solen estar en una fase de repòs o baix nivell metabòlic. Així doncs, la primera fase o fase de latència que pot arribar a durar des d'alguns minuts fins a hores segons l'espècie durant la qual els microorganismes es "desperten" de la seva inactivitat reactivant internament el seu metabolisme. En aquesta fase pràcticament no hi ha divisió cel·lular i la quantitat de microorganismes per unitat de volum (ufc/ml) pràcticament no varia al llarg del temps. En un determinat moment s'entra a la fase exponencial on els microorganismes estan plenament activats i utilitzen massivament els nutrients del medi per a multiplicar-se. En aquesta segona fase el nombre de microorganismes per unitat de volum augmenta de forma exponencial al llarg del temps fins a esgotar els nutrients moment en què s'entra en la tercera fase o fase estacionària o d'altiplà (per la forma que adquireix el gràfic). En aquesta fase la quantitat de microorganismes viables per unitat de volum és màxima i roman estable durant un cert temps i els microorganismes tornen a un estat de latència fisiològica, deturant la seva multiplicació. Gradualment els microorganismes deixen de ser viables (no poden tornar a dividir-se) entrant en la darrera etapa del cultiu o fase de declivi.
Els cultius oberts o continus són una solució elegant per a mantenir un cultiu microbià en alguna d'aquestes fases del cultiu tancat. Al contrari que aquest últim el cultiu obert té una entrada i una sortida de volum líquid, de manera que el volum del contenidor on hi ha el cultiu, anomenat sovint bioreactor o fermentador, es manté constant. Així doncs el cultiu obert sempre es fa en medi líquid. L'addició d'un flux constant de nou medi de cultiu permet que hi hagi nous nutrients a la seva disposició. Tanmateix la sortida de volum també representa una pèrdua de microorganismes viables pel que la velocitat del cabal que es pot aplicar abans de "rentar" el cultiu és directament proporcional a la velocitat a la que es pot dividir el microorganisme en les condicions de cultiu donades. Així doncs cabals alts faran que el cultiu estigui en fase exponencial mentre que velocitats baixes poden fer que el cultiu es trobi en fases estacionàries. Els cultius continus es fan servir per a l'obtenció industrial d'algun dels metabòlits de rebuig (per ex. producció de vinagre o antibiòtics), o altres productes (obtenció d'insulina) o per la utilització de l'activitat microbiana (per ex.: per al tractament d'aigües residuals).